# Live (Luca Carboni)
Live è l'undicesimo album e primo live del cantautore italiano Luca Carboni, pubblicato il 28 ottobre 2003. 
L'album viene pubblicato in 2 formati: CD e musicassetta.
In seguito all'album parte la tournée Autoritratto Live Tour 2004.

## Il disco
L'album composto da 2 CD contiene 29 brani registrati in dieci anni di Live e l'inedito Settembre.
Ci sono i brani duetto con Jovanotti come: Alzando gli occhi al cielo registrata nel Ci vuole un fisico bestiale Tour 1992, 
Mi ami davvero registrata a Milano nel 2002 e il brano in duetto con Alessio Bertallot, Ex. T. Blu registrata nel Mondo Tour 1996. Il brano Persone Silenziose è stato registrato nel Carovana Tour 1998-1999, il 9 settembre, giorno in cui è morto Lucio Battisti.

## Tracce
CD 1
| #   | Titolo                                                                                  | Durata |
| --- | --------------------------------------------------------------------------------------- | ------ |
| 01. | Settembre (Inedito) • Musica & Testo: Luca Carboni                                      | 5:13   |
| 02. | La mia città (Live) • Musica: Mauro Malavasi • Testo: Luca Carboni                      | 4:50   |
| 03. | Stellina (dei cantautori) (Live) • Musica & Testo: Luca Carboni                         | 3:56   |
| 04. | L'amore che cos'è (Live) • Musica & Testo: Luca Carboni                                 | 6:06   |
| 05. | Alzando gli occhi al cielo (Live) • Duetto con Jovanotti • Musica & Testo: Luca Carboni | 5:03   |
| 06. | Virtuale (Live) • Musica: Luca Carboni, Mauro Malavasi • Testo: Luca Carboni            | 4:53   |
| 07. | Persone silenziose (Live) • Musica & Testo: Luca Carboni                                | 5:04   |
| 08. | Sarà un uomo (Live) • Musica & Testo: Luca Carboni                                      | 4:48   |
| 09. | Questa sera (Live) • Musica & Testo: Luca Carboni                                       | 3:55   |
| 10. | La mia ragazza (Live) • Musica & Testo: Luca Carboni                                    | 4:40   |
| 11. | Le storie d'amore (Live) • Musica: Mauro Patelli • Testo: Luca Carboni                  | 6:37   |
| 12. | Gli autobus di notte (Live) • Musica & Testo: Luca Carboni                              | 3:03   |
| 13. | Farfallina (Live) • Musica & Testo: Luca Carboni                                        | 6:13   |
| 14. | Mi ami davvero (Live) • Duetto con Jovanotti • Musica & Testo: Luca Carboni             | 3:47   |
| 15. | Ci vuole un fisico bestiale (Live) • Musica & Testo: Luca Carboni                       | 5:03   |

CD 2
| #   | Titolo | Durata |
| --- | --- | ------ |
| 01. | La casa (Live) • Musica & Testo: Luca Carboni                                                                              | 6:34   |
| 02. | Inno nazionale (Live) • Musica & Testo: Luca Carboni                                                                       | 3:49   |
| 03. | Colori (Live) • Musica & Testo: Luca Carboni                                                                               | 4:37   |
| 04. | Ni-na-na (Live) • Musica & Testo: Luca Carboni                                                                             | 3:36   |
| 05. | Primavera (Live) • Musica & Testo: Luca Carboni                                                                            | 3:40   |
| 06. | L'amore non lo sa (Live) • Musica & Testo: Luca Carboni                                                                    | 4:16   |
| 07. | Silvia lo sai (Live) • Musica & Testo: Luca Carboni                                                                        | 4:45   |
| 08. | Pregare per il mondo (Live) • Musica & Testo: Luca Carboni                                                                 | 5:27   |
| 09. | La nostra storia (Live) • Musica & Testo: Luca Carboni                                                                     | 4:30   |
| 10. | Ex. T. Blu (Live) • Duetto con Alessio Bertallot • Musica: Luca Carboni, Mauro Malavasi • Testo: Luca Carboni              | 4:50   |
| 11. | Onda (Live) • Musica: Ignazio Orlando • Testo: Luca Carboni                                                                | 5:22   |
| 12. | O è Natale tutti i giorni... (Live) • Duetto con Jovanotti • Musica: Cherone, Bettencourt • Testo: Luca Carboni, Jovanotti | 4:00   |
| 13. | Ci stiamo sbagliando (Live) • Musica & Testo: Luca Carboni                                                                 | 4:19   |
| 14. | Vieni a vivere con me (Live) • Musica: Nicola Lenzi • Testo: Luca Carboni                                                  | 4:51   |
| 15. | Mare mare (Live) • Musica: Mauro Malavasi • Testo: Luca Carboni                                                            | 5:04   |

## Promozione
| Singolo e videoclip | Data di uscita    |
| Settembre           | 19 settembre 2003 |
| Farfallina (live)   | 23 gennaio 2004   |

## Musicisti
- Luca Carboni - voce, pianoforte
- Bruno Mariani - chitarra elettrica, chitarra acustica, cori
- Ignazio Orlando - tastiera, basso, programmazione
- Mauro Patelli - chitarra elettrica, cori
- Luca Malaguti - basso
- Antonello Giorgi - batteria
- Fabio Anastasi - pianoforte, tastiera
- Michele Vanni - chitarra, tastiera
- Sergio Piccinini - batteria
- Massimo Sutera - basso
- Mauro Gardella - chitarra
- Mauro Malavasi - tromba
- Frank Nemola - tromba, cori